# Iouri Rytkheou
Iouri Sergueïevitch Rytkheou (en russe : Ю́рий Серге́евич Рытхэ́у), né le 8 mars 1930 à Ouelen et mort le 14 mai 2008 à Saint-Pétersbourg, est un écrivain tchouktche dont la langue d'écriture était à la fois le tchouktche, sa langue maternelle, et le russe. Il est considéré comme le père de la littérature tchouktche.

## Biographie
Iouri Rytkheou naît le 8 mars 1930 à Ouelen, village de la Tchoukotka, en Extrême-Orient soviétique, dans une famille de chasseurs. Son grand-père est chaman. Il reçoit à la naissance le prénom de Rytkheou, ce qui signifie « inconnu ». Par la suite, afin d'obtenir un passeport, il prend un prénom (Iouri) et un patronyme (Sergueïevitch) russes, tandis que Rytkheou devient son nom de famille.
Après sept ans de scolarité à Ouelen, il désire rejoindre l'Institut des Peuples du Nord (ru), à Leningrad, mais n'est pas repris à cause de son âge. Il décide alors de rejoindre la ville fondée par Pierre le Grand par ses propres moyens pour y poursuivre son éducation. Pendant plusieurs années, il occupe différents boulots afin de s'offrir le voyage et de quoi vivre sur place : il est tour à tour matelot, chasseur et débardeur ; il participe aussi à une expédition géologique.
Il déménage dans un premier temps à Anadyr, où il s'inscrit à l'institut. En 1947, ses premiers essais et poèmes paraissent dans le journal d'Anadyr Sovietskaïa Tchoukotka. À Anadyr, il rencontre le scientifique léningradois Piotr Skorik, qui y mène une expédition linguistique. Ce dernier aide le jeune Rytkheou à rejoindre Leningrad.
Rytkheou suit les cours de la faculté de philologie de l'université d'État Jdanov de 1949 à 1954. Il est âgé d'à peine vingt ans quand paraissent ses récits dans différentes revues reconnues. C'est en 1953 qu'est publié son premier recueil de nouvelles en russe aux éditions Molodaïa Gvardia intitulé Les gens de notre rive (traduit du tchouktche par A. Smoliane). Durant ses études, il s'adonne beaucoup à la traduction. Ainsi, il traduit, en tchouktche, des contes de Pouchkine, des nouvelles de Tolstoï, des œuvres de Gorki et de Tikhon Siomouchkine (ru). En 1954, il est accepté au sein de l'Union des écrivains soviétiques. Deux ans plus tard, son recueil de nouvelles intitulé Saga Tchouktche, publié à Magadan, lui octroie la reconnaissance des lecteurs tant en Union soviétique qu'à l'étranger. Il adhère au Parti en 1967.
Une fois son diplôme en poche, il vit quelques années à Magadan. Il y travaille comme correspondant pour le journal Magadanskaïa pravda. Il retourne ensuite à Leningrad, qu'il ne quittera presque plus jamais. Il voyage cependant beaucoup : il a la chance de se rendre régulièrement dans de nombreux pays du monde au sein de délégations artistiques et culturelles. Grâce à sa maîtrise de la langue anglaise, il est quelquefois invité dans des universités américaines. Il travaille aussi un certain temps pour l'UNESCO.
Après la chute de l'URSS, les œuvres de Rytkheou ne sont plus publiées dans les anciennes républiques soviétiques. En situation difficile, l'écrivain exprime son intention d'émigrer aux États-Unis. Cependant, il fait la rencontre, via Tchinguiz Aïtmatov, de l'éditeur allemand Lucien Leitess, qui devient son agent et signe avec lui un contrat pour l'édition de ses œuvres en allemand. À partir de ce moment-là, ses livres sont traduits dans de nombreux pays (France, Finlande, Pays-Bas, Italie, Allemagne, Espagne, Japon, etc.). Par contre, la situation en Russie est bien différente : aucun de ses livres n'est publié depuis Путешествие в молодости en 1991. Néanmoins, depuis le début des années 2000, Roman Abramovitch, alors gouverneur du district autonome de Tchoukotka, finance la publication à tirages modestes des œuvres de Rytkheou en Russie, mais elles n'atterrissent finalement jamais en vente libre, du fait qu'elles sont destinées uniquement au district autonome de Tchoukotka.

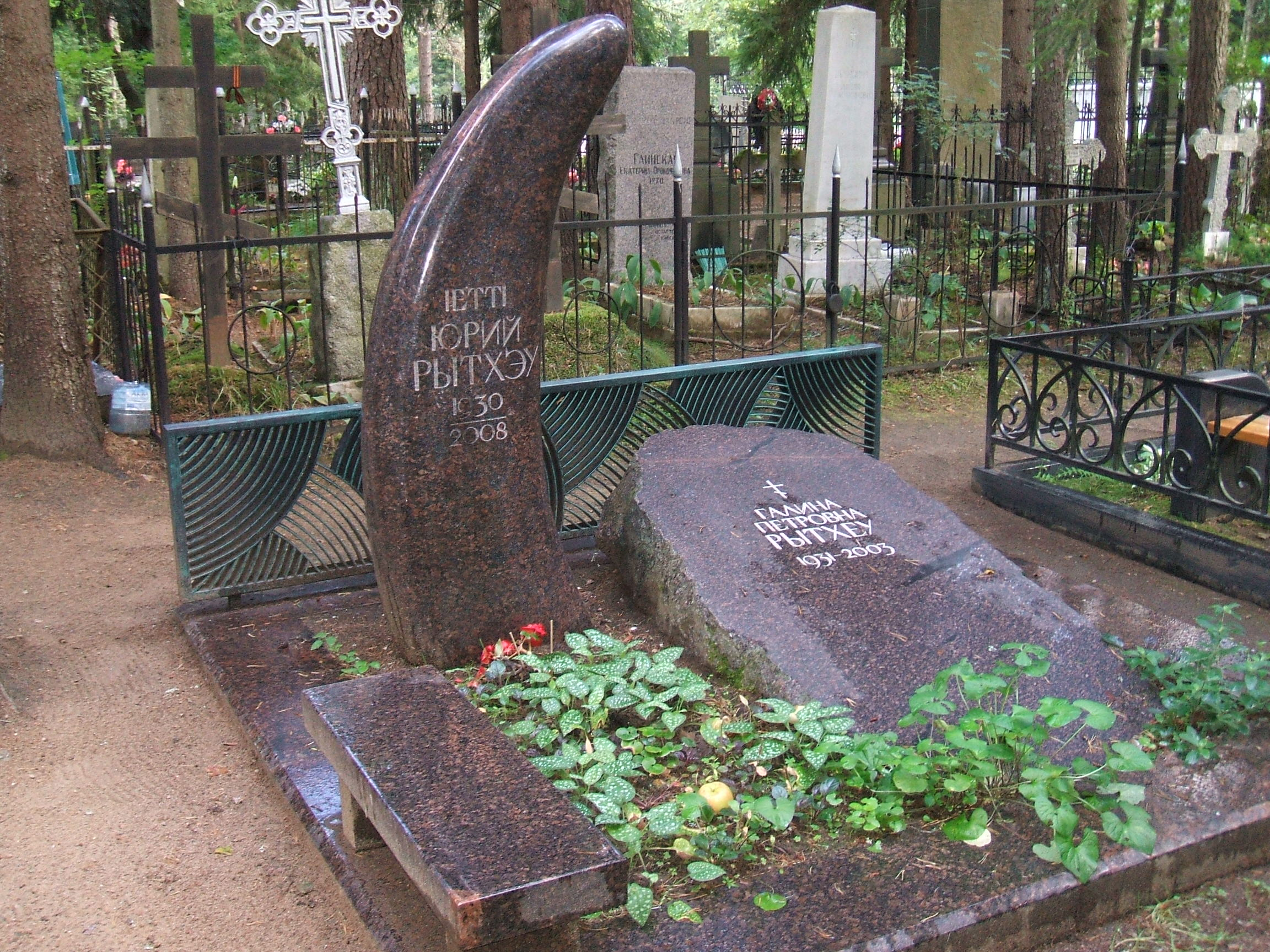
Tombe de Iouri Rytkheou au cimetière de Komarovo.

Rytkheou meurt à Saint-Pétersbourg le 14 mai 2008 des suites d'une maladie de longue durée (myélome). Il est enterré au cimetière de Komarovo à côté de la tombe de son épouse.

## Œuvres
Les œuvres de Rytkheou traitent toutes, de près ou de loin, de la vie des Tchouktches.
L'écrivain Colin Thubron résume ainsi la carrière de Rytkheou :

« Certains ne lui pardonneront jamais ses premiers livres. Son respect servile de la ligne du Parti et son rejet public des traditions de son peuple sont éhontément manifestes dans ses œuvres qui célèbrent la transformation (inexistante) de sa Tchoukotka natale en paradigme soviétique. [...] Mais à la fin des années 1970, alors que se poursuit un lent dégel littéraire, il commence à écrire différemment. Peut-être influencé par les derevenchtchiki, ces écrivains des villages qui chantaient les louanges de leurs campagnes gardées intactes, il commence à vanter la culture orale tchouktche qu'il répudiait jadis. »

## Œuvres traduites en français
- Unna [« Унна »] (trad. du russe par Yves Gauthier), Actes Sud,‎ 2000 (ISBN 978-2-7427-2539-7)
- L'étrangère aux yeux bleus [« Скитания Анны Одинцовой »] (trad. du russe par Yves Gauthier), Actes Sud,‎ 2001 (ISBN 978-2-7427-3173-2) réédition poche Babel, 2002  (ISBN 978-2-7427-3820-5)
- La Bible tchouktche ou le dernier chaman d'Ouelen [« Последний шаман »] (trad. du russe par Yves Gauthier), Actes Sud,‎ 2003, 350 p. (ISBN 978-2-7427-4117-5)
- Contes de la Tchoukotka suivi de Quand partent les baleines (trad. du russe par Monique Salzmann), POF, 2003 (ISBN 978-2-7169-0340-0)
- Le Miroir de l'oubli [« В зеркале забвения »] (trad. du russe par Yves Gauthier), Actes Sud,‎ 2004 (ISBN 978-2-7427-5178-5)
- Le dernier mot est à Mémyl, Éditions en langues étrangères, Moscou. 1955

### Autres
- U.R.S.S., Revenus à la vie (trad. du russe), Moscou, Éditions de l'agence de presse Novosti, 1977[réf. souhaitée]

## Honneurs
- Prix d'État de la RSFSR Maxime Gorki (ru) pour son roman Конец вечной мерзлоты (trad. La fin du permafrost).
- Ordres : ordre du Drapeau rouge du Travail, ordre de l'Amitié des peuples, ordre de l'Insigne d'honneur